# Operatie Draufgänger (Syrmië)
Operatie Draufgänger was een operatie van Duitse troepen aan het Syrmische front in november 1944 en was een korte uitval om een terugtrekking van de Zwarte linie naar de daaropvolgende verdedigingslinie, de Rode linie, te camoufleren.

## Achtergrond
Met het verschijnen van de 6e Lika Divisie (officieel de 6e Lika Proletarische Divisie "Nikola Tesla") en vooral de 36e Vojvodina-divisie op de hellingen van Fruška Gora, werd de Duitse Zwarte linie doorbroken en liep het grootste deel van de 118e Jägerdivisie in het vlakke deel van Syrmië gevaar afgesneden en omsingeld te worden. Om de ordelijke terugtrekking van zijn troepen naar de volgende Rode Linie mogelijk te maken, besloot het Duitse commando tot een beperkte tegenaanval om de troepen van de NOVJ (Narodnooslobodilačka vojska Jugoslavije (Volksbevrijdingsleger van Joegoslavië)) af te weren en manoeuvreerruimte te creëren voor de terugtrekking.

## De aanval
De aanvraag voor deze Duitse tegenaanval werd ingediend bij de hogere echelons op 5 november 1944 en meteen goedgekeurd. Op 7 november 1944 vielen twee "Kampfgruppen" aan na een korte artillerie-voorbereiding. De Kampfgruppe "Hagedorn" bestond uit het 3e bataljon van Jägerregiment 750, de 2e compagnie (Sturmgeschütz) van Panzerjäger-Abteilung 118 en de Sturmgeschütz compagnie van SS-Gebirgs-Panzerjäger-Abteilung 7). Kampfgruppe "Varvik" bestond uit het 2de bataljon van Jägerregiment 750, onderdelen van de 191e Sturmgeschütz-Brigade en de tank compagnie van de Brandenburg-divisie). De totale strijdmacht had een sterkte van één versterkt infanterieregiment en ongeveer 25 Sturmgeschütze en 12 tanks, met de steun van de III. Abteilung van het 668e Artillerieregiment en twee batterijen van het SS-Gebirgs-Artillerieregiment 509. 
De aanval startte om 05:15 uur, voor zonsopgang, met een zeer sterke aanval in de richting van Manđelos, waarbij ze een gevoelige slag toebrachten aan de 5e Vojvodina en de 3e Lika Brigades. De Kampfgruppe "Varvik" slaagde om delen van de 5de Vojvodina Brigade terug te drukken en verwarring in haar gelederen te doen ontstaan. De 3e Lika Brigade weerstond de eerste aanval van de Kampfgruppe "Hagedorn", maar door de dreigingen van gepantserde en gemotoriseerde delen van de Kampfgruppe "Varvik" werd ze gedwongen zich toch terug te trekken. Bij deze gelegenheid kwam de hele bemanning om van een van de Sovjet-antitankbatterijen, die zich op de linkervleugel van de 3e Lika Brigade bevond, samen met het partizanenpeloton dat de batterij verdedigde.
Tegelijkertijd oefenden Duitse troepen sterke druk uit op de linkervleugel van het front, waar de posities werden ingenomen door de 4e en 5e Servische Brigades van de 21e Servische Divisie. Op de rechtervleugel veroverden de Duitsers Manđelos en bedreigden Sremska Mitrovica. In felle gevechten ging Manđelos drie keer in andere handen over. Luchtsteun kwam van Sovjet vliegtuigen. Vanwege het gevaar voor Sremska Mitrovica bracht het Joegoslavische commando delen van de 16e Vojvodina-divisie uit de reserves in de strijd. De gevechten gingen door tot in de nacht. Bij zonsopgang op 8 november zwakten ze abrupt af, toen de Duitsers hun doel bereikt hadden en met succes het grootste deel van de 118e Jägerdivisie naar de Rode linie terugtrokken.

## Nasleep
De 3e Lika Brigade hadden in deze gevechten 15 doden en 54 gewonden. De 5e Vojvodina-brigade had 43 doden, terwijl de 7e en 11e Vojvodina-brigades in totaal 13 doden hadden en een veelvoud aan gewonden.